# Список найсильніших шахових турнірів (1970–1979)
В цьому списку представлені найсильніші шахові турніри від 1970 до 1979 року.

## Список
| Рік       | Місце                                | Переможець                                                                                   | 2-e місце | 3-є місце                                                                                                  |
| --------- | ------------------------------------ | -------------------------------------------------------------------------------------------- | --- | --- |
| 1969/1970 | Гастінгс                             | Лайош Портіш (Угорщина)                                                                      | Вольфґанґ Унцикер (ФРН) | Светозар Глігорич (Югославія)                                                                              |
| 1970      | Будапешт                             | Пауль Керес (СРСР)                                                                           | Ласло Сабо (Угорщина) | Борислав Івков (Югославія), Олексій Суетін (СРСР)                                                          |
|           | Вейк-ан-Зеє                          | Марк Тайманов (СРСР)                                                                         | Властіміл Горт (Чехословаччина) | Борислав Івков (Югославія)                                                                                 |
|           | Луґано                               | Бент Ларсен (Данія)                                                                          | Фрідрік Олафссон (Ісландія) | Вольфґанґ Унцикер (ФРН), Светозар Глігорич (Югославія)                                                     |
|           | Лейден                               | Борис Спаський (СРСР)                                                                        | Йоганнес Гендрікус Доннер (Нідерланди) | Михайло Ботвинник (СРСР), Бент Ларсен (Данія)                                                              |
|           | Ровінь/Загреб                        | Боббі Фішер (США)                                                                            | Властіміл Горт (Чехословаччина), Светозар Глігорич (Югославія), Василь Смислов (СРСР), Віктор Корчной (СРСР) | |
|           | Скоп'є                               | Євген Васюков (СРСР), Марк Тайманов (СРСР)                                                   | | Флорін Георгіу (Румунія)                                                                                   |
|           | Каракас                              | Любомир Кавалек (США)                                                                        | Оскар Панно (Аргентина), Леонід Штейн (СРСР) | |
|           | Амстердам                            | Лев Полугаєвський (СРСР), Борис Спаський (СРСР)                                              | | Вольфґанґ Ульманн (НДР)                                                                                    |
|           | Буенос-Айрес                         | Боббі Фішер (США)                                                                            | Володимир Тукмаков (СРСР) | Оскар Панно (Аргентина)                                                                                    |
|           | Вінковці                             | Бент Ларсен (Данія)                                                                          | Давид Бронштейн (СРСР), Властіміл Горт (Чехословаччина), Светозар Глігорич (Югославія) | |
|           | Пальма*                              | Боббі Фішер (США)                                                                            | Бент Ларсен (Данія), Юхим Геллер (СРСР), Роберт Гюбнер (ФРН) | |
| 1970/1971 | Гастінгс                             | Лайош Портіш (Угорщина)                                                                      | Вольфґанґ Ульманн (НДР), Пітер Маркланд (Англія), Властіміл Горт (Чехословаччина), Микола Крогіус (СРСР), Светозар Глігорич (Югославія)                                                                                       | |
| 1971      | Вейк-ан-Зеє                          | Віктор Корчной (СРСР)                                                                        | Борислав Івков (Югославія), Светозар Глігорич (Югославія), Тигран Петросян (СРСР), Фрідрік Олафссон (Ісландія) | |
|           | Таллінн                              | Пауль Керес (СРСР), Михайло Таль (СРСР)                                                      | | Давид Бронштейн (СРСР), Леонід Штейн (СРСР)                                                                |
|           | Гавана                               | Властіміл Горт (Чехословаччина)                                                              | Юхим Геллер (СРСР) | Георгій Трінгов (Болгарія)                                                                                 |
|           | Сараєво                              | Давид Бронштейн (СРСР), Мілан Матулович (Югославія), Мілко Бобоцов (Болгарія)                | | |
|           | Мар-дель-Плата                       | Лев Полугаєвський (СРСР)                                                                     | Оскар Панно (Аргентина), Володимир Савон (СРСР) | |
|           | Врнячка-Баня                         | Рафаель Ваганян (СРСР)                                                                       | Любомир Любоєвич (Югославія) | Леонід Штейн (СРСР)                                                                                        |
|           | Нетанья                              | Любомир Кавалек (США), Бруно Парма (Югославія)                                               | | Самуель Решевський (США)                                                                                   |
|           | Пярну                                | Леонід Штейн (СРСР)                                                                          | Пауль Керес (СРСР), Михайло Таль (СРСР) | |
|           | Амстердам                            | Василь Смислов (СРСР)                                                                        | Лайош Портіш (Угорщина), Пауль Керес (СРСР), Волтер Браун (США) | |
|           | Гетеборг                             | Ульф Андерссон (Швеція), Властіміл Горт (Чехословаччина)                                     | | Борис Спаський (СРСР)                                                                                      |
|           | Берлін                               | Светозар Глігорич (Югославія)                                                                | Йоганнес Гендрікус Доннер (Нідерланди) | Хейккі Вестерінен (Фінляндія)                                                                              |
|           | Вршац                                | Енріке Мекінг (Бразилія)                                                                     | Лайош Портіш (Угорщина) | Борислав Івков (Югославія)                                                                                 |
|           | Москва (Меморіал Алехіна 1971)       | Анатолій Карпов (СРСР), Леонід Штейн (СРСР)                                                  | | Василь Смислов (СРСР)                                                                                      |
|           | Пальма                               | Любомир Любоєвич (Югославія), Оскар Панно (Аргентина)                                        | | Лайош Портіш (Угорщина), Самуель Решевський (США)                                                          |
| 1971/1972 | Гастінгс                             | Віктор Корчной (СРСР), Анатолій Карпов (СРСР)                                                | | Енріке Мекінг (Бразилія), Роберт Бірн (США)                                                                |
| 1972      | Вейк-ан-Зеє                          | Лайош Портіш (Угорщина)                                                                      | Артуро Помар Саламанка (Іспанія), Властіміл Горт (Чехословаччина) | |
|           | Стоктон-он-Тіс                       | Бент Ларсен (Данія)                                                                          | Любомир Любоєвич (Югославія) | Лайош Портіш (Угорщина)                                                                                    |
|           | Лас-Пальмас-де-Гран-Канарія          | Лайош Портіш (Угорщина)                                                                      | Василь Смислов (СРСР), Бент Ларсен (Данія) | |
|           | Амстердам                            | Лев Полугаєвський (СРСР)                                                                     | Віктор Корчной (СРСР) | Вольфґанґ Ульманн (НДР)                                                                                    |
|           | Загреб                               | Леонід Штейн (СРСР)                                                                          | Мато Дам'янович (Югославія), Дражен Марович (Югославія), Властіміл Горт (Чехословаччина) | |
|           | Каорле (зональний турнір)            | Любомир Любоєвич (Югославія), Борислав Івков (Югославія)                                     | | Дьожьо Форінтош (Угорщина)                                                                                 |
|           | Гельсінкі (зональний турнір)         | Іван Радулов (Болгарія)                                                                      | Флорін Георгіу (Румунія) | Ганс Гехт (ФРН)                                                                                            |
|           | Сухумі                               | Михайло Таль (СРСР)                                                                          | Володимир Савон (СРСР) | Марк Тайманов (СРСР)                                                                                       |
|           | Кисловодськ                          | Лев Полугаєвський (СРСР)                                                                     | Леонід Штейн (СРСР) | Юхим Геллер (СРСР)                                                                                         |
|           | Пальма                               | Оскар Панно (Аргентина), Ян Смейкал (Чехословаччина), Віктор Корчной (СРСР)                  | | |
|           | Сан-Антоніо                          | Анатолій Карпов (СРСР), Тигран Петросян (СРСР), Лайош Портіш (Угорщина)                      | | |
| 1972/1973 | Гастінгс                             | Бент Ларсен (Данія)                                                                          | Вольфґанґ Ульманн (НДР) | Вільям Гартсон (Англія)                                                                                    |
| 1973      | Вейк-ан-Зеє                          | Михайло Таль (СРСР)                                                                          | Юрій балашов (СРСР) | Євген Васюков (СРСР)                                                                                       |
|           | Будапешт                             | Юхим Геллер (СРСР)                                                                           | Анатолій Карпов (СРСР) | Андраш Адор'ян (Угорщина), Рафаель Ваганян (СРСР), Властіміл Горт (Чехословаччина), Ласло Сабо (Угорщина)  |
|           | Таллінн                              | Михайло Таль (СРСР)                                                                          | Лев Полугаєвський (СРСР) | Юрій балашов (СРСР), Давид Бронштейн (СРСР), Пауль Керес (СРСР), Борис Спаський (СРСР)                     |
|           | Любляна/Порторож                     | Лайош Портіш (Угорщина)                                                                      | Светозар Глігорич (Югославія), Мігель Кінтерос (Аргентина), Ян Смейкал (Чехословаччина) | |
|           | Лас-Пальмас-де-Гран-Канарія          | Тигран Петросян (СРСР), Леонід Штейн (СРСР)                                                  | | Ульф Андерссон (Швеція), Властіміл Горт (Чехословаччина), Оскар Панно (Аргентина), Золтан Ріблі (Угорщина) |
|           | Лансароте                            | Любомир Кавалек (США)                                                                        | Ульф Андерссон (Швеція) | Любомир Любоєвич (Югославія)                                                                               |
|           | Лугачовіце                           | Ян Смейкал (Чехословаччина), Андраш Адор'ян (Угорщина)                                       | | Властіміл Горт (Чехословаччина)                                                                            |
|           | Дортмунд                             | Ганс Гехт (ФРН), Ульф Андерссон (Швеція), Борис Спаський (СРСР)                              | | |
|           | Ленінград (міжзональний турнір)      | Віктор Корчной (СРСР), Анатолій Карпов (СРСР)                                                | | Роберт Бірн (США)                                                                                          |
|           | Гілверсум                            | Ласло Сабо (Угорщина), Юхим Геллер (СРСР)                                                    | | Любомир Любоєвич (Югославія)                                                                               |
|           | Амстердам                            | Тигран Петросян (СРСР), Альбін Планінц (Югославія)                                           | | Любомир Кавалек (США)                                                                                      |
|           | Петрополіс (міжзональний турнір)     | Енріке Мекінг (Бразилія)                                                                     | Юхим Геллер (СРСР), Лев Полугаєвський (СРСР), Лайош Портіш (Угорщина) | |
|           | Сочі                                 | Михайло Таль (СРСР)                                                                          | Борис Спаський (СРСР) | Микола Крогіус (СРСР), Ян Смейкал (Чехословаччина)                                                         |
|           | Маніла                               | Бент Ларсен (Данія)                                                                          | Любомир Любоєвич (Югославія) | Любомир Кавалек (США)                                                                                      |
|           | Bauang                               | Любомир Кавалек (США)                                                                        | Борислав Івков (Югославія), Мігель Кінтерос (Аргентина) | |
|           | Мадрид                               | Анатолій Карпов (СРСР)                                                                       | Володимир Тукмаков (СРСР) | Семен Фурман (СРСР)                                                                                        |
|           | Дубна                                | Михайло Таль (СРСР), Ратмір Холмов (СРСР)                                                    | | Рафаель Ваганян (СРСР)                                                                                     |
| 1973/1974 | Гастінгс                             | Михайло Таль (СРСР), Ласло Сабо (Угорщина), Геннадій Кузьмін (СРСР), Ян Тімман (Нідерланди)  | | |
| 1974      | Вейк-ан-Зеє                          | Волтер Браун (США)                                                                           | Йоганнес Гендрікус Доннер (Нідерланди) | Мілан Матулович (Югославія), Ганс Гехт (ФРН), Альбін Планінц (Югославія)                                   |
|           | Торремолінос                         | Еугеніо Торре (Філіппіни), Флорін Георгіу (Румунія)                                          | | Вільям Ломбарді (США), Хейккі Вестерінен (Фінляндія)                                                       |
|           | Рейк'явік                            | Василь Смислов (СРСР)                                                                        | Дьожьо Форінтош (Угорщина) | Давид Бронштейн (СРСР), Драголюб Велимирович (Югославія)                                                   |
|           | Камагуей                             | Ульф Андерссон (Швеція)                                                                      | Едуард Гуфельд (СРСР) | Євген Васюков (СРСР), Райнер Кнаак (НДР)                                                                   |
|           | Лас-Пальмас-де-Гран-Канарія          | Любомир Любоєвич (Югославія)                                                                 | Олександр Бєлявський (СРСР), Фрідрік Олафссон (Ісландія) | |
|           | Золінген                             | Лев Полугаєвський (СРСР), Любомир Кавалек (США)                                              | | Борис Спаський (СРСР), Боян Кураїца (Югославія)                                                            |
|           | Амстердам                            | Борислав Івков (Югославія), Володимир Тукмаков (СРСР), Властіміл Янса (Чехословаччина)       | | |
|           | Монтілья                             | Іван Радулов (Болгарія)                                                                      | Любомир Кавалек (США), Гельмут Пфлегер (ФРН) | |
|           | Галле                                | Михайло Таль (СРСР)                                                                          | Райнер Кнаак (НДР) | Ян Смейкал (Чехословаччина)                                                                                |
|           | Маніла                               | Євген Васюков (СРСР)                                                                         | Тигран Петросян (СРСР) | Бент Ларсен (Данія)                                                                                        |
| 1974/1975 | Гастінгс                             | Властіміл Горт (Чехословаччина)                                                              | Гудмундур Сігурьйонссон (Ісландія), Рафаель Ваганян (СРСР) | |
| 1975      | Вейк-ан-Зеє                          | Лайош Портіш (Угорщина)                                                                      | Властіміл Горт (Чехословаччина) | Ян Смейкал (Чехословаччина)                                                                                |
|           | Оренсе                               | Бент Ларсен (Данія), Любомир Любоєвич (Югославія), Ульф Андерссон (Швеція)                   | | |
|           | Таллінн                              | Пауль Керес (СРСР)                                                                           | Фрідрік Олафссон (Ісландія), Борис Спаський (СРСР) | |
|           | Будапешт                             | Лев Полугаєвський (СРСР), Золтан Ріблі (Угорщина)                                            | | Ян Смейкал (Чехословаччина)                                                                                |
|           | Сьєнфуегос                           | Ульф Андерссон (Швеція)                                                                      | Юрій балашов (СРСР), Євген Васюков (СРСР) | |
|           | Лас-Пальмас-де-Гран-Канарія          | Любомир Любоєвич (Югославія)                                                                 | Ульф Андерссон (Швеція), Енріке Мекінг (Бразилія), Михайло Таль (СРСР) | |
|           | Любляна/Порторож                     | Анатолій Карпов (СРСР)                                                                       | Светозар Глігорич (Югославія) | Золтан Ріблі (Угорщина), Семен Фурман (СРСР), Властіміл Горт (Чехословаччина)                              |
|           | Амстердам                            | Любомир Любоєвич (Югославія)                                                                 | Ганс Бом (Нідерланди), Сергій Макаричев (СРСР), Ласло Сабо (Угорщина), Ян Смейкал (Чехословаччина) | |
|           | Мілан                                | Анатолій Карпов (СРСР)                                                                       | Лайош Портіш (Угорщина) | Тигран Петросян (СРСР), Любомир Любоєвич (Югославія)                                                       |
|           | Стоктон-он-Тіс                       | Юхим Геллер (СРСР)                                                                           | Василь Смислов (СРСР) | Давид Бронштейн (СРСР), Властіміл Горт (Чехословаччина), Роберт Гюбнер (ФРН)                               |
|           | Лондон                               | Ентоні Майлс (Англія)                                                                        | Андраш Адор'ян (Угорщина), Ян Тімман (Нідерланди) | |
|           | Сольнок                              | Василь Смислов (СРСР)                                                                        | Ласло Барцаї (Угорщина) | Хейккі Вестерінен (Фінляндія)                                                                              |
|           | Рейк'явік (зональний турнір)         | Золтан Ріблі (Угорщина)                                                                      | Бруно Парма (Югославія), Володимир Ліберзон (Ізраїль) | |
|           | Вільнюс (зональний турнір)           | Юрій балашов (СРСР), Борис Гулько (СРСР), Віталій Цешковський (СРСР), Володимир Савон (СРСР) | | |
|           | Маніла                               | Любомир Любоєвич (Югославія)                                                                 | Лев Полугаєвський (СРСР), Енріке Мекінг (Бразилія), Бент Ларсен (Данія), Гельмут Пфлегер (ФРН) | |
|           | Москва                               | Юхим Геллер (СРСР)                                                                           | Борис Спаський (СРСР) | Рафаель Ваганян (СРСР), Віктор Корчной (СРСР), Ратмір Холмов (СРСР)                                        |
| 1975/1976 | Гастінгс                             | Давид Бронштейн (СРСР), Властіміл Горт (Чехословаччина), Вольфґанґ Ульманн (НДР)             | | |
| 1976      | Вейк-ан-Зеє                          | Любомир Любоєвич (Югославія), Фрідрік Олафссон (Ісландія)                                    | | Боян Кураїца (Югославія), Михайло Таль (СРСР)                                                              |
|           | Скоп'є                               | Анатолій Карпов (СРСР)                                                                       | Вольфґанґ Ульманн (НДР) | Ян Тімман (Нідерланди)                                                                                     |
|           | Вінковці                             | Властіміл Горт (Чехословаччина), Дьюла Сакс (Угорщина)                                       | | Лев Полугаєвський (СРСР), Георгій Трінгов (Болгарія)                                                       |
|           | Lone Pine                            | Тигран Петросян (СРСР)                                                                       | Ларрі Крістіансен (США), Василь Смислов (СРСР), Оскар Панно (Аргентина), Мігель Найдорф (Аргентина), Мігель Кінтерос (Аргентина), Ентоні Майлс (Англія), Kenneth Rogoff (США), Дьожьо Форінтош (Угорщина), Волтер Браун (США) | |
|           | Маніла (міжзональний турнір)         | Енріке Мекінг (Бразилія)                                                                     | Властіміл Горт (Чехословаччина), Лев Полугаєвський (СРСР) | |
|           | Єреван                               | Олег Романишин (СРСР)                                                                        | Борис Гулько (СРСР) | Володимир Савон (СРСР)                                                                                     |
|           | Лас-Пальмас-де-Гран-Канарія          | Юхим Геллер (СРСР)                                                                           | Бент Ларсен (Данія) | Роберт Бірн (США), Роберт Гюбнер (ФРН)                                                                     |
|           | Амстердам                            | Анатолій Карпов (СРСР)                                                                       | Волтер Браун (США) | Фрідрік Олафссон (Ісландія), Ян Тімман (Нідерланди)                                                        |
|           | Маніла                               | Еугеніо Торре (Філіппіни)                                                                    | Анатолій Карпов (СРСР) | Любомир Любоєвич (Югославія)                                                                               |
|           | Монтілья                             | Анатолій Карпов (СРСР)                                                                       | Любомир Кавалек (США), Рікардо Кальво Мінгес (Іспанія), Майкл Стін (Англія) | |
|           | Новий Сад                            | Ян Смейкал (Чехословаччина)                                                                  | Драголюб Велимирович (Югославія) | Властіміл Горт (Чехословаччина)                                                                            |
|           | Амстердам                            | Віктор Корчной (Швейцарія), Ентоні Майлс (Англія)                                            | | Дьюла Сакс (Угорщина)                                                                                      |
|           | Біль (міжзональний турнір)           | Бент Ларсен (Данія)                                                                          | Тигран Петросян (СРСР), Лайош Портіш (Угорщина), Михайло Таль (СРСР) | |
|           | Рейк'явік                            | Фрідрік Олафссон (Ісландія), Ян Тімман (Нідерланди)                                          | | Мігель Найдорф (Аргентина), Володимир Тукмаков (СРСР)                                                      |
|           | Галле                                | Юрій балашов (СРСР)                                                                          | Влодзімеж Шмідт (Польща) | Буркхард Маліх (НДР)                                                                                       |
|           | Сочі                                 | Лев Полугаєвський (СРСР), Євген Свєшніков (СРСР)                                             | | Віталій Цешковський (СРСР)                                                                                 |
|           | Баня-Лука                            | Властіміл Горт (Чехословаччина)                                                              | Мілан Вукіч (Югославія) | [[Енвер Букіч]] (Югославія), Володимир Багіров (СРСР), Бруно Парма (Югославія)                             |
| 1976/1977 | Гастінгс                             | Олег Романишин (СРСР)                                                                        | Шимон Каган (Ізраїль) | Джеймс Тарджан (США)                                                                                       |
| 1977      | Вейк-ан-Зеє                          | Юхим Геллер (СРСР), Геннадій Сосонко (Нідерланди)                                            | | Ян Тімман (Нідерланди)                                                                                     |
|           | Белград                              | Мілан Матулович (Югославія), Ян Смейкал (Чехословаччина)                                     | | Ульф Андерссон (Швеція)                                                                                    |
|           | Таллінн                              | Михайло Таль (СРСР)                                                                          | Олег Романишин (СРСР) | Айварс Гіпсліс (СРСР)                                                                                      |
|           | Бад-Лаутенберг                       | Анатолій Карпов (СРСР)                                                                       | Ян Тімман (Нідерланди) | Семен Фурман (СРСР)                                                                                        |
|           | Женева                               | Бент Ларсен (Данія)                                                                          | Ульф Андерссон (Швеція) | Роман Джинджихашвілі (США), Геннадій Сосонко (Нідерланди)                                                  |
|           | Вербас                               | Вольфґанґ Ульманн (НДР)                                                                      | Золтан Ріблі (Угорщина), Светозар Глігорич (Югославія) | |
|           | Лас-Пальмас-де-Гран-Канарія          | Анатолій Карпов (СРСР)                                                                       | Бент Ларсен (Данія) | Ян Тімман (Нідерланди)                                                                                     |
|           | Любляна/Порторож                     | Бент Ларсен (Данія)                                                                          | Властіміл Горт (Чехословаччина), Володимир Савон (СРСР) | |
|           | Ленінград                            | Олег Романишин (СРСР), Михайло Таль (СРСР)                                                   | | Василь Смислов (СРСР)                                                                                      |
|           | Будапешт                             | Давид Бронштейн (СРСР)                                                                       | Айварс Гіпсліс (СРСР), Дьюла Сакс (Угорщина) | |
|           | Монтілья                             | Светозар Глігорич (Югославія)                                                                | Любомир Кавалек (США) | Майкл Стін (Англія)                                                                                        |
|           | Сочі                                 | Михайло Таль (СРСР)                                                                          | Юхим Геллер (СРСР), Олексій Суетін (СРСР) | |
|           | Тілбург                              | Анатолій Карпов (СРСР)                                                                       | Ентоні Майлс (Англія) | Властіміл Горт (Чехословаччина), Любомир Кавалек (США), Роберт Гюбнер (ФРН)                                |
|           | Лондон                               | Властіміл Горт (Чехословаччина)                                                              | Джонатан Местел (Англія), Мігель Кінтерос (Аргентина), Майкл Стін (Англія) | |
| 1977/1978 | Гастінгс                             | Роман Джинджихашвілі (США)                                                                   | Тигран Петросян (СРСР), Дьюла Сакс (Угорщина) | |
| 1978      | Вейк-ан-Зеє                          | Лайош Портіш (Угорщина)                                                                      | Віктор Корчной (Швейцарія) | Ульф Андерссон (Швеція)                                                                                    |
|           | Рейк'явік                            | Волтер Браун (США)                                                                           | Ентоні Майлс (Англія) | Бент Ларсен (Данія), Фрідрік Олафссон (Ісландія), Вільям Ломбарді (США), Властіміл Горт (Чехословаччина)   |
|           | Бугойно                              | Анатолій Карпов (СРСР), Борис Спаський (СРСР)                                                | | Ян Тімман (Нідерланди)                                                                                     |
|           | Лас-Пальмас-де-Гран-Канарія          | Дьюла Сакс (Угорщина), Володимир Тукмаков (СРСР)                                             | | Фрідрік Олафссон (Ісландія)                                                                                |
|           | Никшич                               | Борис Гулько (СРСР), Ян Тімман (Нідерланди)                                                  | | Рафаель Ваганян (СРСР)                                                                                     |
|           | Амстердам                            | Ян Тімман (Нідерланди)                                                                       | Золтан Ріблі (Угорщина), | Роман Джинджихашвілі (США), Властіміл Горт (Чехословаччина), Гельмут Пфлегер (ФРН)                         |
|           | Вільнюс                              | Володимир Тукмаков (СРСР)                                                                    | Тигран Петросян (СРСР) | Борис Гулько (СРСР)                                                                                        |
|           | Тілбург                              | Лайош Портіш (Угорщина)                                                                      | Ян Тімман (Нідерланди) | Роман Джинджихашвілі (США), Роберт Гюбнер (ФРН), Ентоні Майлс (Англія)                                     |
|           | Буенос-Айрес                         | Ульф Андерссон (Швеція)                                                                      | Рафаель Ваганян (СРСР), Оскар Панно (Аргентина), Василь Смислов (СРСР) | |
|           | Амстердам (зональний турнір)         | Ян Тімман (Нідерланди), Ентоні Майлс (Англія)                                                | | Майкл Стін (Англія)                                                                                        |
|           | Галле                                | Вольфґанґ Ульманн (НДР), Іван Фараго (Угорщина), Райнер Кнаак (НДР)                          | | |
| 1978/1979 | Гастінгс                             | Ульф Андерссон (Швеція)                                                                      | Олександр Кочієв (СРСР), Євген Васюков (СРСР), Іштван Чом (Угорщина), Джонатан Спілмен (Англія) | |
| 1979      | Варшава (зональний турнір)           | Золтан Ріблі (Угорщина)                                                                      | Дьюла Сакс (Угорщина), Ян Смейкал (Чехословаччина), Флорін Георгіу (Румунія), Андраш Адор'ян (Угорщина) | |
|           | Вейк-ан-Зеє                          | Лев Полугаєвський (СРСР)                                                                     | Ентоні Майлс (Англія), Ульф Андерссон (Швеція), Геннадій Сосонко (Нідерланди) | |
|           | Сан-Паулу                            | Віктор Корчной (Швейцарія), Любомир Любоєвич (Югославія)                                     | | Флорін Георгіу (Румунія), Ульф Андерссон (Швеція), Анатолій Лейн (США)                                     |
|           | Мюнхен                               | Борис Спаський (СРСР), Ульф Андерссон (Швеція), Юрій балашов (СРСР), Роберт Гюбнер (ФРН)     | | |
|           | Таллінн                              | Тигран Петросян (СРСР)                                                                       | | Михайло Таль (СРСР), Рафаель Ваганян (СРСР)                                                                |
|           | Баня-Лука                            | Гаррі Каспаров (СРСР)                                                                        | Ян Смейкал (Чехословаччина), Ульф Андерссон (Швеція) | |
|           | Монреаль                             | Михайло Таль (СРСР), Анатолій Карпов (СРСР)                                                  | | Лайош Портіш (Угорщина)                                                                                    |
|           | Йоганнесбург                         | Віктор Корчной (Швейцарія)                                                                   | Вольфґанґ Унцикер (ФРН) | Ентоні Майлс (Англія)                                                                                      |
|           | Ваддінксвен                          | Анатолій Карпов (СРСР)                                                                       | Любомир Кавалек (США) | Властіміл Горт (Чехословаччина)                                                                            |
|           | Блед/Порторож                        | Ян Тімман (Нідерланди)                                                                       | Бент Ларсен (Данія), Золтан Ріблі (Угорщина) | |
|           | Амстердам                            | Властіміл Горт (Чехословаччина), Дьюла Сакс (Угорщина)                                       | | Ян Смейкал (Чехословаччина), Ульф Андерссон (Швеція)                                                       |
|           | Буенос-Айрес                         | Віктор Корчной (Швейцарія), Любомир Любоєвич (Югославія)                                     | | Волтер Браун (США)                                                                                         |
|           | Рига (міжзональний турнір)           | Михайло Таль (СРСР), Лев Полугаєвський (СРСР)                                                | | Золтан Ріблі (Угорщина), Андраш Адор'ян (Угорщина)                                                         |
|           | Ріо-де-Жанейро (міжзональний турнір) | Лайош Портіш (Угорщина), Тигран Петросян (СРСР), Роберт Гюбнер (ФРН)                         | | |
|           | Новий Сад                            | Флорін Георгіу (Румунія)                                                                     | Юхим Геллер (СРСР), Євген Свєшніков (СРСР) | |
|           | Тілбург                              | Анатолій Карпов (СРСР)                                                                       | Олег Романишин (СРСР) | Лайош Портіш (Угорщина)                                                                                    |
|           | Буенос-Айрес                         | Бент Ларсен (Данія)                                                                          | Борис Спаський (СРСР), Ентоні Майлс (Англія), Ульф Андерссон (Швеція), Мігель Найдорф (Аргентина) | |